# Toxoderidae
Toxoderidae (лат.) — семейство насекомых из отряда богомоловых (Mantodea). Около 50 видов.

## Описание
Богомолы с тонким удлинённым телом. Усики тонкие, нитевидной формы. Фасеточные глаза могут быть заостренными и выступающими. Передняя часть тела (переднегрудь) очень длинная и тонкая, по крайней мере в пять раз длиннее ширины. Передние конечности тонкие, особенно длинные бедра (procoxae). На средних и задних тонких лапках имеют по бокам выступы. Крылья обычно хорошо развиты, задняя часть тела длинная и цилиндрическая.
От близких групп отличаются следующими признаками: церки уплощённые, передние бёдра с 5-7 шипиками (первый дискоидальный шипик короче второго), задние голени гладкие (без килей), передние голени с двумя нижними рядами шипиков.

## Распространение
Встречаются в Азии, Африке.

## Классификация
Около 50 видов. На декабрь 2020 года к семейству относят следующие таксоны до рода включительно:

### Подсемейство Toxoderinae
Африка, Азия, Ближний Восток
Триба Aethalochroini
- Aethalochroa Wood-Mason, 1877
- Oestomantis Giglio-Tos, 1914[6]
- Pareuthyphlebs Werner, 1928

Триба Calamothespini
Африка
- Belomantis Giglio-Tos, 1914
- Calamothespis Werner, 1907
- Toxomantis Giglio-Tos, 1914

Триба Toxoderini
- Metatoxodera Roy, 2009
- Paratoxodera Wood-Mason, 1889
- Protoxodera Roy, 2009
- Stenotoxodera Roy, 2009
- Toxodera Serville, 1837

Триба Toxoderini
- Euthyphleps Wood-Mason, 1889
- Toxodanuria Uvarov, 1940
- Toxoderella Giglio-Tos, 1914
- Toxoderopsis Wood-Mason, 1889

### Подсемейство Compsothespinae
- Compsothespis Saussure, 1872

### Подсемейство Heterochaetinae
- Heterochaeta Westwood, 1845

### Подсемейство Oxyothespinae
Триба Heterochaetulini
- Heterochaetula Wood-Mason, 1889

Триба Oxyothespini
- Acithespis Giglio-Tos, 1916
- Lobothespis La Greca & Lombardo, 1987
- Oxyothespis Saussure, 1870
- Paraseverinia Lombardo, 1991
- Severinia Finot, 1902
- Sinaiella Karsch, 1892
- Somalithespis Lombardo, 1991